# Air Bissau
Air Bissau war eine Fluggesellschaft aus Guinea-Bissau, die ihren Betrieb im Jahr 1998 eingestellt hat. Das Staatsunternehmen ging aus der 1951 gegründeten Transportes Aéreos da Guiné Portuguesa (TAGP) hervor.

## Geschichte
Der Ursprung der Air Bissau liegt in der 1951 gegründeten portugiesischen Gesellschaft Transportes Aéreos da Guiné Portuguesa (TAGP), die im staatlichen Auftrag Flugdienste in der damaligen Kolonie Portugiesisch-Guinea durchführte. Im Jahr 1963 setzte TAGP Flugzeuge der Typen Cessna 170, De Havilland DH.89 Dragon Rapide, De Havilland DH.114 Heron und Dornier 27 innerhalb des Koloniegebiets sowie nach Dakar, Praia und zur Ilha do Sal ein.
Nachdem die Kolonie Portugiesisch-Guinea im Jahr 1974 ihre Unabhängigkeit erhalten hatte, ging das portugiesische Unternehmen in das Eigentum der neu gegründeten Republik Guinea-Bissau über und erhielt den Namen Transportes Aéreos da Guiné-Bissau (TAGB). Der Flugbetrieb wurde zunächst ausgesetzt und im Jahr 1975 mit Kleinflugzeugen der Typen Cessna 182, Cessna 206 und Dornier 27 wieder aufgenommen.
Im Jahr 1977 erhielt das Staatsunternehmen den Namen Linhas Aéreas da Guiné-Bissau (LIA). Die Gesellschaft nutzte Anfang der 1980er-Jahre Flugzeuge der Typen Hawker Siddeley HS.748, Douglas DC-3, Dornier 27 und Dornier 28 auf nationalen Strecken sowie im internationalen Linienverkehr nach Conakry, Dakar und Praia. Im Jahr 1988 stellte Linhas Aéreas da Guiné-Bissau den Flugbetrieb vorübergehend ein.
Nach einer Umstrukturierung erhielt das Unternehmen im Jahr 1988 erneut den Namen Transportes Aéreos da Guiné-Bissau (TAGB). Parallel schloss die Gesellschaft einen Kooperationsvertrag mit der Palästinensischen Befreiungsorganisation (PLO) ab, für die im Anschluss drei Fokker F-27 betrieben wurden. Im Jahr 1989 mietete die Gesellschaft eine Boeing 727-200 der französischen Fluggesellschaft Europe Aero Service (EAS). Diese wurde unter der neuen Firmenbezeichnung Air Bissau auf Linienflügen nach Lissabon und Paris eingesetzt. Ab Mitte der 1990er-Jahre führte Air Bissau nur noch nationale Flüge durch. Im Jahr 1996 stellte die Gesellschaft ihre letzte Hawker Siddeley HS.748 außer Dienst und setzte stattdessen eine gemietete Embraer EMB 110 der französischen Air Toulouse International ein. Das Staatsunternehmen wurde 1998 aufgelöst.

### Weiternutzung des Namens
Die Regierung von Guinea-Bissau plante im Jahr 2014 den Aufbau einer neuen lokalen Fluggesellschaft namens Air Bissau, realisierte dies aber nicht. Parallel dazu wurde EuroAtlantic Airways beauftragt, ab November 2014 internationale Flüge zwischen Bissau und Lissabon durchführen.

## Flotte
Die TAGP nutzte folgende Flugzeugtypen:
- Cessna 170
- Dornier 27
- De Havilland DH.89 Dragon Rapide
- De Havilland DH.114 Heron

Nach der Übernahme durch die Republik Guinea-Bissau setzte die Gesellschaft ab 1975 unter anderem folgende Typen ein:
- Antonow An-24
- Antonow An-26
- Boeing 727 (gemietet von EAS)
- Boeing 737 (gemietet von EAS)
- Cessna 182
- Cessna 206
- Douglas DC-3
- Dornier 27
- Dornier 28
- Embraer EMB 110 (gemietet von Air Toulouse International)
- Fokker F-27
- Hawker Siddeley HS.748[11]

## Zwischenfälle
Air Bissau verzeichnete in ihrer Geschichte zwei Zwischenfälle mit Todesopfern:
- Am 15. August 1991 verunglückte eine Fokker F-27 unterwegs vom Flughafen Kano (Nigeria) zum Flughafen Bamako (Mali) im Landeanflug auf Bamako. Die drei palästinensischen Besatzungsmitglieder kamen dabei ums Leben.[12]

- Am 7. April 1992 wurden die Piloten einer Antonow An-24, unterwegs vom Flughafen Khartum (Sudan) zum Flughafen Tunis (Tunesien), in der Wüste durch einen Sandsturm zur Landung gezwungen. Dabei kamen die drei Besatzungsmitglieder und drei von 13 Passagieren ums Leben; einer der Überlebenden war der palästinensische Politiker Jassir Arafat. Das Flugzeug wurde zum Totalschaden.[13]